# Chiesa di San Biagio in Cisanello
La chiesa parrocchiale di San Biagio in Cisanello si trova nella città di Pisa, in via San Biagio, nel quartiere Cisanello. È dedicata a San Biagio vescovo cattolico armeno vissuto nel III secolo, martirizzato sotto l'impero romano.

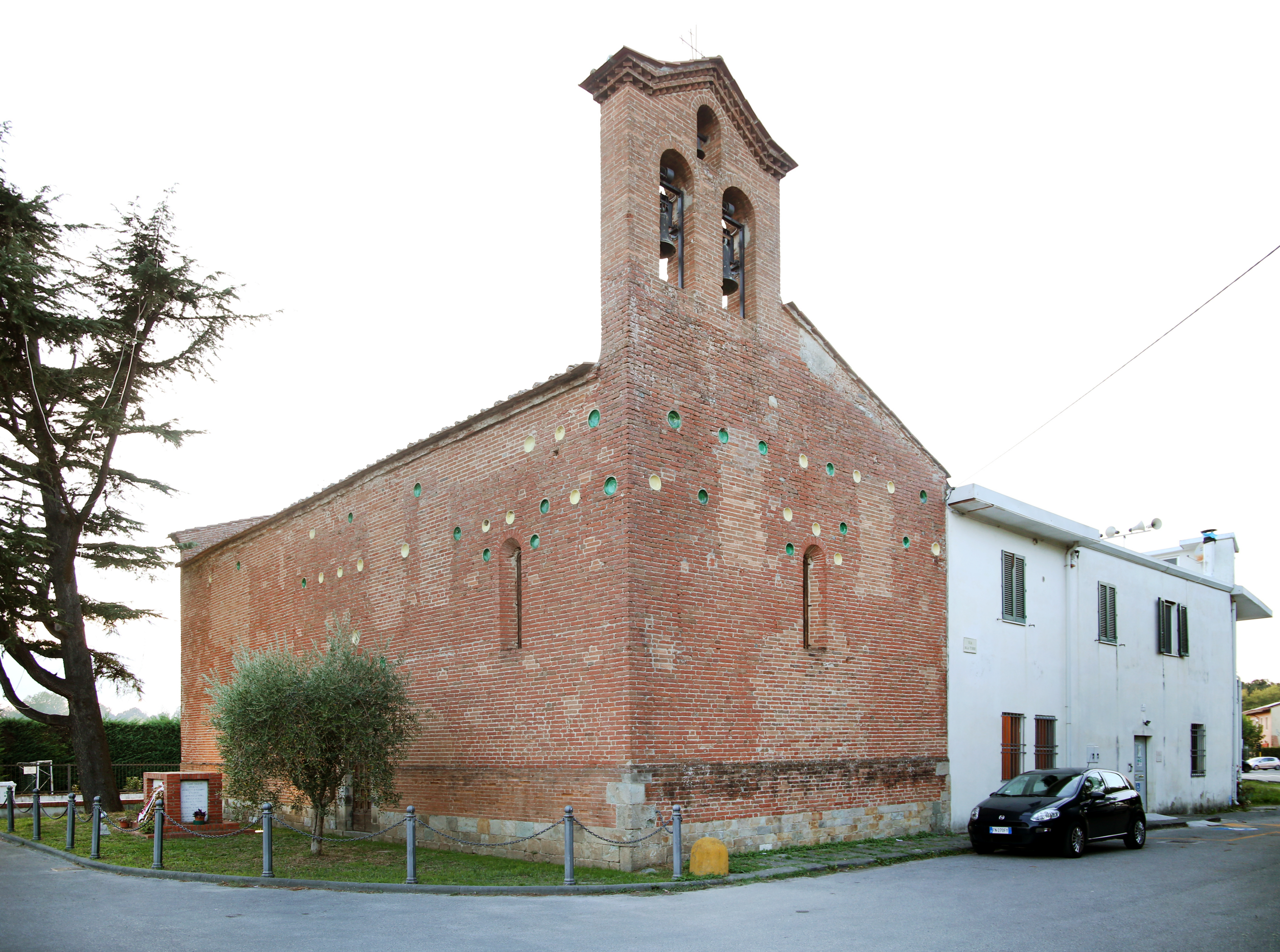
San Biagio, fianco e campanile

## Storia

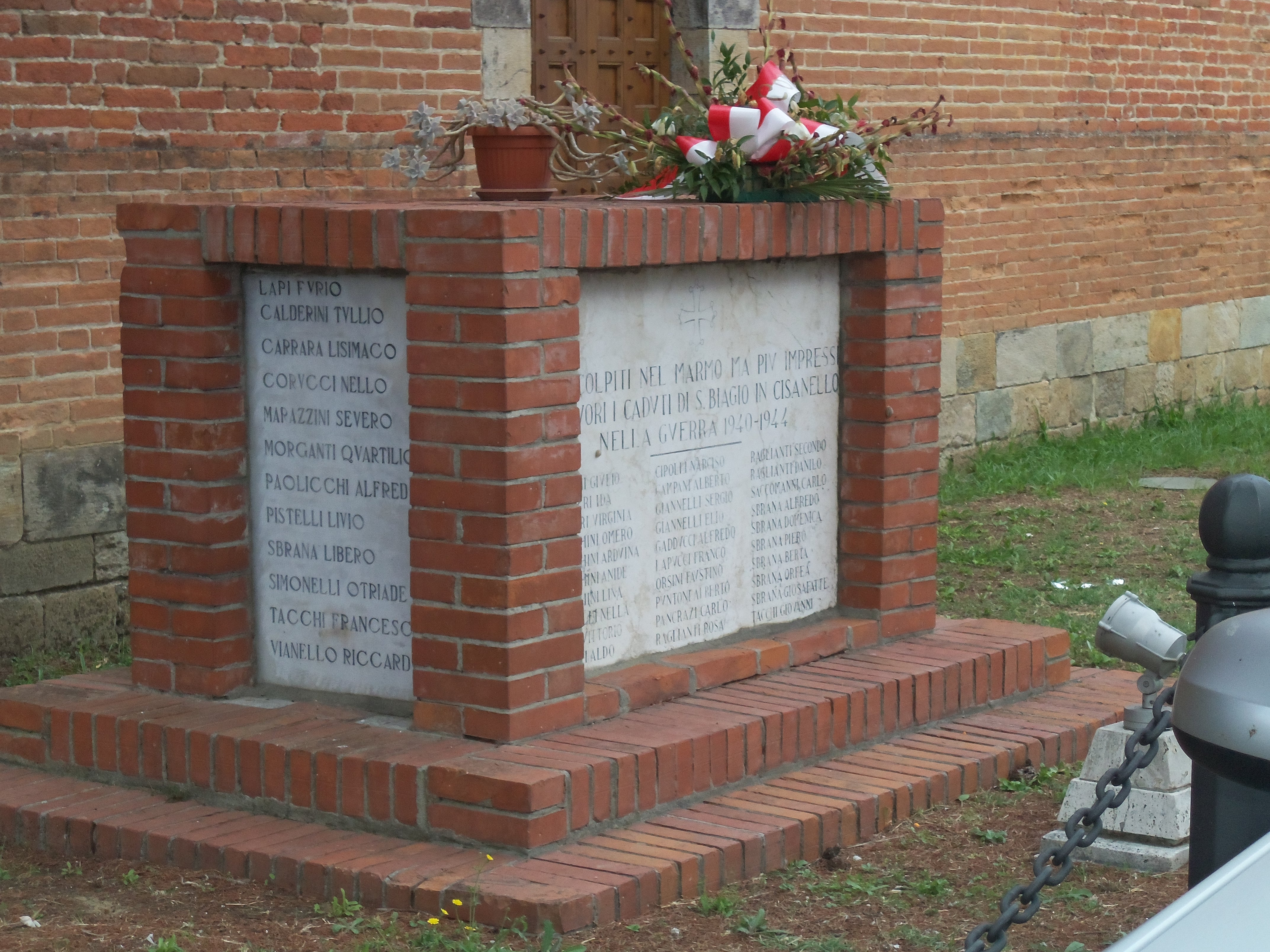
Monumento in ricordo dei caduti della seconda guerra mondiale

È documentata fin dal 1 dicembre 1122, e poi nel 1179; l'attuale edificio in cotto risale alla prima metà del XIII secolo.
Susseguirono altri lavori nel XVII secolo: in questo periodo l'orientamento fu invertito e furono intonacate le pareti interne della chiesa.
Nel 1765 la chiesa venne rinnovata in virtù di una collaborazione tra l'Opera della Spina, l'Opera della Primaziale e alcune nobili famiglie pisane.
Nel 1913 si tentò di riportarla allo stato originale, tentativo che comportò, tra l'altro, la demolizione di opere barocche. Venne poi di nuovo ristrutturata negli anni venti del Novecento.
Durante la seconda guerra mondiale, il 2 agosto 1944 un gruppo di SS tedesche uccisero e poi dettero fuoco nella canonica della chiesa a undici persone civili: Barachini Anide, Barachini Arduina, Barachini Lina, Barachini Omero, Cervelli Nella, Chelli Vittorio, Cipolli Narciso, Guerri Giuseppe, Tacchi Giovanni ed altre due persone rimaste non identificate.
L'8 settembre 2019 è stata apposta sulla facciata esterna della canonica una lapide commemorativa della strage del 1944 che riporta queste parole:
IN QUESTA CANONICA

POI DATA ALLE FIAMME

TROVARONO LA MORTE PER MANO NAZISTA

UNDICI INERMI SANBIAGESI.

IL MARTIRIO E L’ORRORE INSEGNINO

QUANTO A CARO PREZZO ABBIA PAGATO

IL POPOLO ITALIANO LA SUA LIBERTÁ E LA PACE»
La chiesa è sede della omonima parrocchia, parte del vicariato Pisa Nordest dell'arcidiocesi di Pisa. Essa conta oltre quattromila abitanti.

## Descrizione

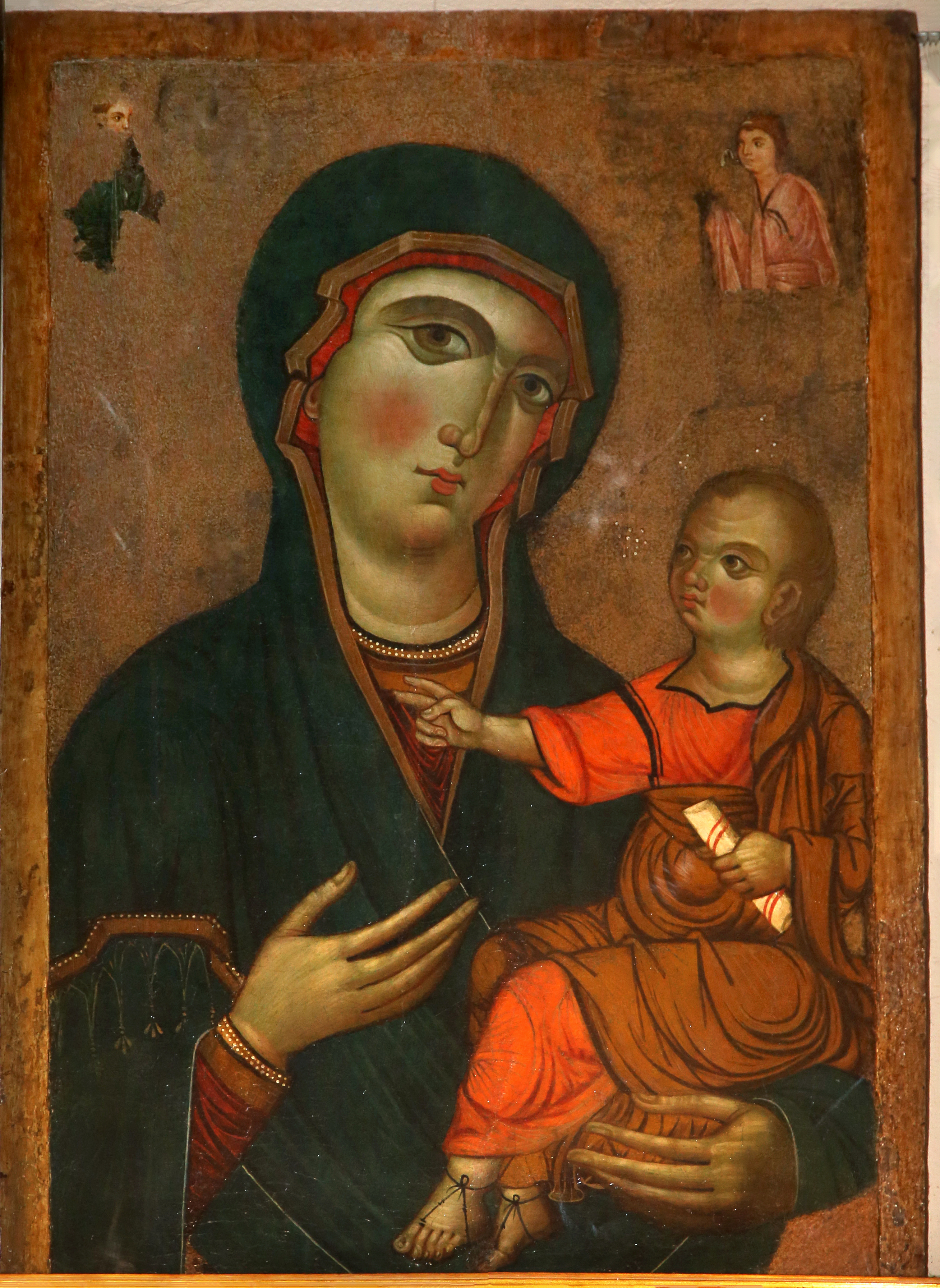
La Madonna col Bambino duecentesca

La struttura è a capanna; il campanile è a vela, del XIII secolo, ma rifatto nel 1922, è dotato di campane antiche: una del 1245 e una del 1462. Conservava in facciata, le decorazioni a bacini ceramici islamici coevi (ora vi sono le copie; gli originali sono al Museo di San Matteo di Pisa). 
All'interno conserva un dipinto su tavola, o meglio icona bizantina, forse del XIII secolo (?) con la Madonna col Bambino, forse da attribuire al Maestro di San Martino (probabilmente Ugolino di Tedice) e recentemente restaurata. 
Tuttavia visto che il dipinto appare stilisticamente molto vicino all'icona conservata nella Cattedrale di Monopoli (Bari) e denominata Beata Vergine Maria della Madia, (essa è anche patrona della città di Monopoli e della diocesi di Conversano - Monopoli )tale datazione sarebbe quindi da rivedere. Tale icona è stata oggetto di grande venerazione e di approfonditi studi ed è stata datata XI / XII secolo. 
La sua origine è collocabile nell'area costantinopolitana, in quanto è proprio nel monastero degli Odighoi (delle guide) di Costantinopoli che si diffuse il culto verso la prima e più antica icona della Madre di Dio Odigitria (oggi andata perduta) giunta da Gerusalemme nel V secolo. Il colore rosso scuro del maphorion della Vergine è tipico delle icone scritte in quella zona. Anche l'uso dei colori per gli incarnati fanno riscontrare una notevole somiglianza con l'icona della Madre di Dio di Vladimir, proveniente anch'essa dalla zona di Costantinopoli.
La postura del Cristo permette di fissare una precisa datazione dell'icona. Le antiche Odigitrie lo raffiguravano in posizione frontale rispetto al fedele, ma nel periodo della dinastia dei Comneni esso subisce una graduale rotazione del corpo verso la Madre; questo movimento darà poi vita al tipo iconografico della Glycophilousa (Madonna della dolcezza). L'anno 1117 trova perciò una sua perfetta corrispondenza in questo particolare legame storico con la dinastia comnena che, infatti, ha governato l'impero bizantino tra l'XI e il XII secolo.
Anche un pregevole crocifisso in stile, attribuito a Giunta Pisano (XIII secolo), veniva conservato nella chiesa di San Biagio ma, per motivi di sicurezza è stato musealizzato, e sostituito con una copia.

## Culto
La parrocchia, un tempo solamente rurale, oggi è formata da un tessuto sociale assai variegato ma prevalentemente simile a una periferia di grande città.
Alle tradizionali proposte di liturgia, oratorio, catechesi e gruppi vari si è aggiunto nel 2012 un gruppo caritativo che si pone in ascolto delle famiglie del quartiere che vivono un momento di fragilità o difficoltà consegnando viveri di prima necessità.
Il 3 febbraio in cui il calendario romano festeggia san Biagio che era medico e vescovo, che tra l'altro guarì in modo miracoloso dal soffocamento una persona si perpetua il Rito della Benedizione della gola con una reliquia del Santo. Sempre il 3 febbraio vengono distribuite le "piccette": panini benedetti in ricordo dell'antica usanza di donare in questo giorno un po' di pane alla povera gente.
Il 23, 24 e 25 maggio 2018 nell'anno giubilare pisano 900° della consacrazione del Duomo, la chiesa ha ospitata per la devozione dei fedeli l'antichissima icona della Madonna di sotto gli organi (anno 1200 circa) proveniente dalla cattedrale di Pisa.
Il 3 febbraio 2021 i festeggiamenti della giornata di san Biagio sono avvenuti alla presenza del vescovo di Volterra.

## Bibliografia

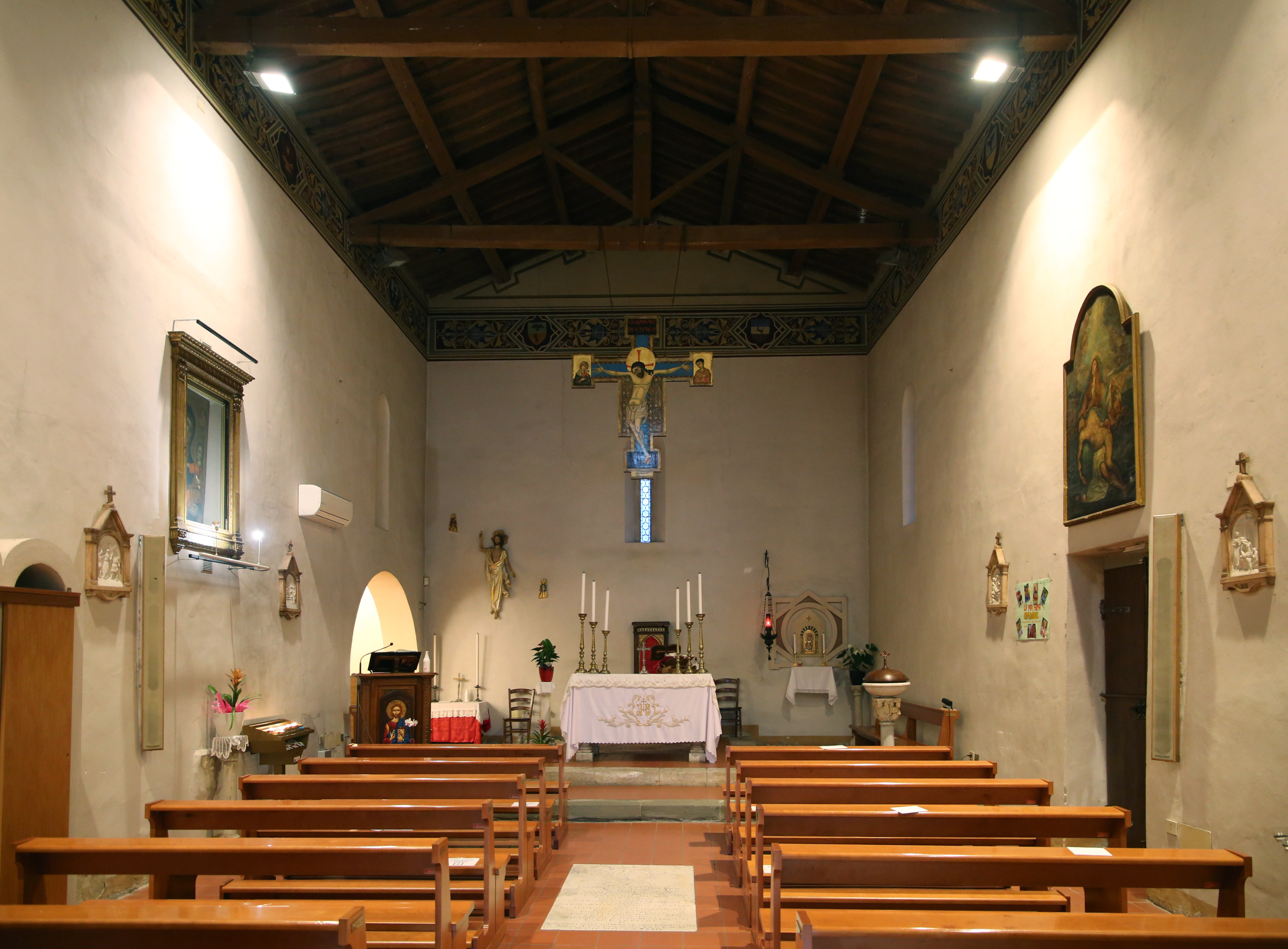
Interno